# XCOR Aerospace
XCOR Aerospace — частная компания, планировавшая заниматься космическим туризмом. Штаб-квартира компании XCOR Aerospace находилась в Мохаве, шт. Калифорния.

## История
XCOR Aerospace вела работы по созданию научно-исследовательского центра в г. Мидленд, штат Техас и планировала заняться основанием рабочей и производственной площадки в Космическом центре Кеннеди при содействии Космопорта Флорида.
Компания производила летательные аппараты с ракетными двигателями многоразового использования, силовые установки, негорючие композитные материалы и ракетные плунжерные насосы. Компания работала с генеральными подрядчиками авиакосмической отрасли и государственными заказчиками по крупным силовым установкам, в то же время осуществляя строительство XCOR® Lynx®.
Компания утверждала, что её Lynx — это пилотируемый, двухместный, пригодный для многократного использования космолет с жидкостным ракетным двигателем, способный осуществлять горизонтальные взлет и посадку.
О разработке нового суборбитального корабля Lynx компания XCOR Aerospace объявила 26 марта 2008 года.
Семейство кораблей Lynx предназначалось для таких задач: научно-исследовательские миссии и частные полеты в космос (Lynx Mark I и Lynx Mark II), а также запуск микроспутников (Lynx Mark III). Серийные образцы Lynx (под обозначением Lynx Mark II) спроектированы в многоцелевых (научные исследования или частные полеты в космос), коммерческих транспортных средств, которые могут подниматься в высоту на 100 км и более, до 4 раз в сутки.
Компания заявляла, что строительство туристического космического корабля, готового предложить путешествие в космос по цене 95 000 долларов с человека, близится к завершению.
Компания объявила о банкротстве в конце 2017 года.

## Структуры XCOR Aerospace
XCOR Space Expeditions: Штаб-квартира XCOR Space Expeditions — 100%-ной дочерней компании XCOR Aerospace — находилась в Амстердаме, а её азиатское региональное отделение — в Гонконге. XCOR Space Expeditions поддерживала сеть из 50 посредников по всему миру.